# 투 올드 힙합 키드
"투 올드 힙합 키드"(Too Old Hip-Hop Kid)는 한국에서 제작된 정대건 감독의 2011년 다큐멘터리 영화이다. 정대건 등이 주연으로 출연하였다.

## 출연

### 주연
- 정대건
- 지조
- 허클베리피
- 장지훈
- 재즈말 (디제이 샤이닝스톤)